# Cattleya cinnabarina
Cattleya cinnabarina là một loài thực vật có hoa trong họ Lan. Loài này được (Bateman ex Lindl.) Van den Berg mô tả khoa học đầu tiên năm 2008.

## Hình ảnh

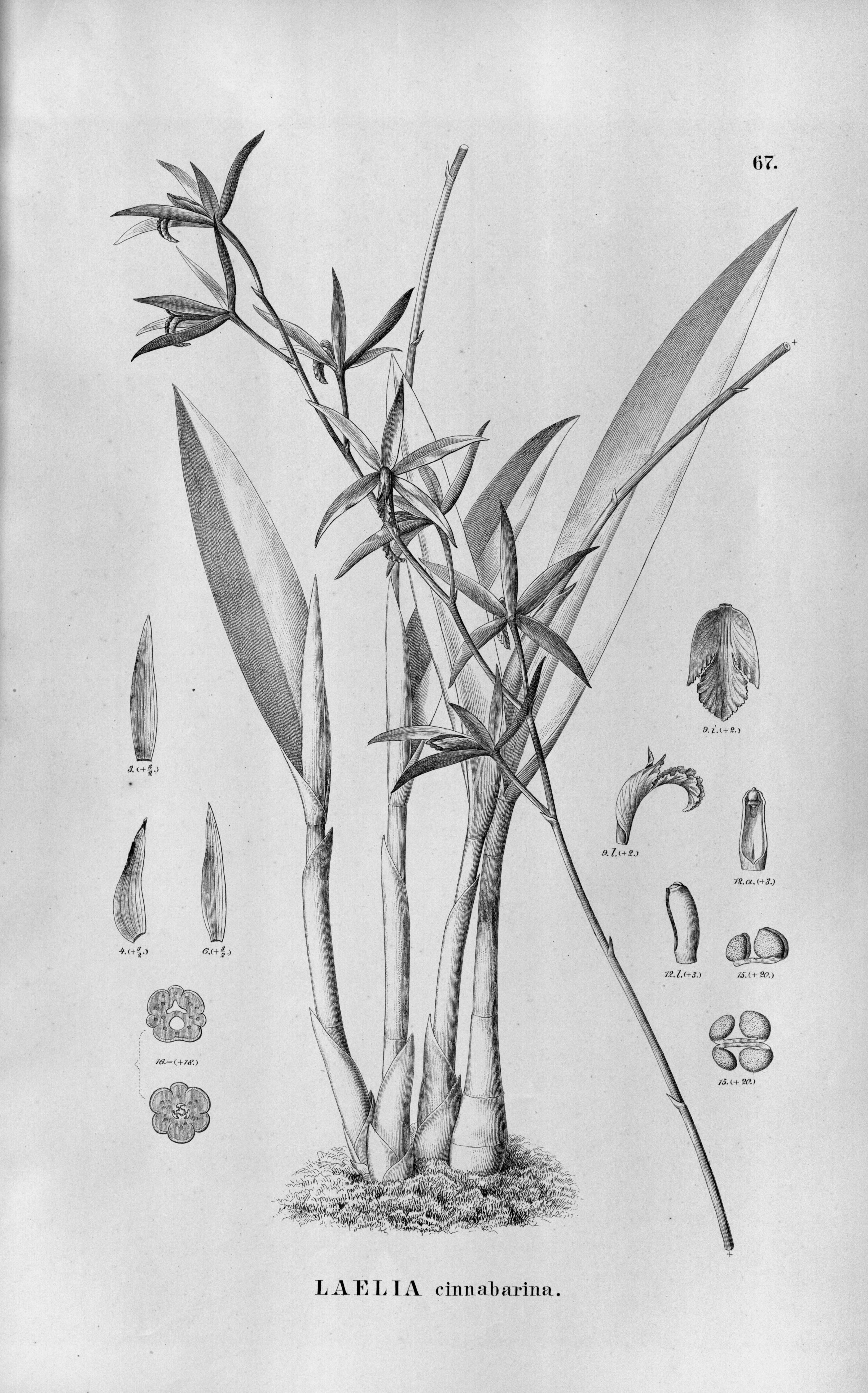
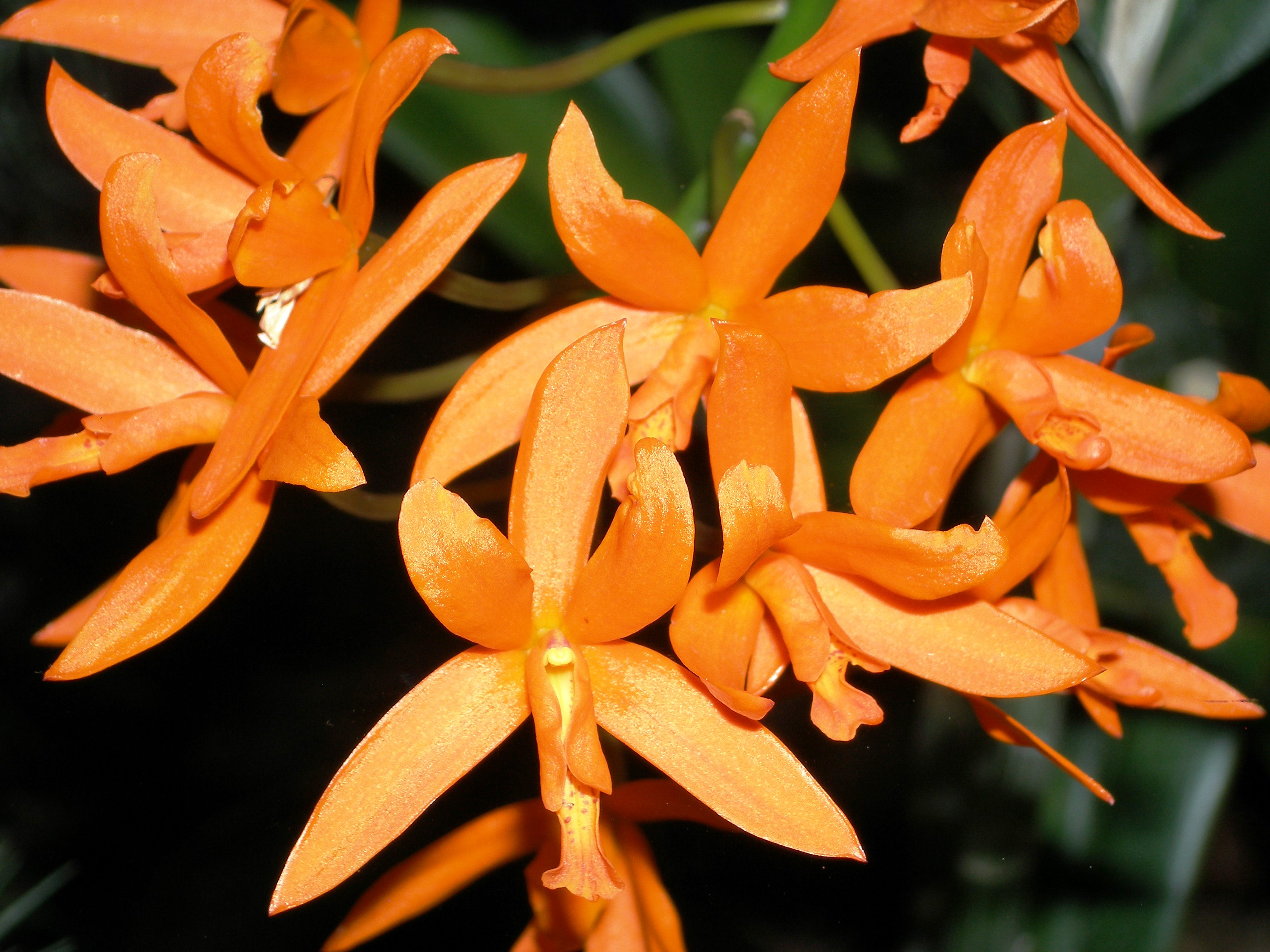